# فاوسکه
فاوسکه (به لاتین: Fauske) () یک شهرک در نروژ است که در نوردلاند واقع شده‌است. فاوسکه ۱٬۲۰۱٫۳۷ کیلومتر مربع مساحت و ۹٬۷۲۹ نفر جمعیت دارد.

## خواهرخوانده
شهر بخش الوسبین خواهرخواندهٔ فاوسکه هست.

## نگارخانه

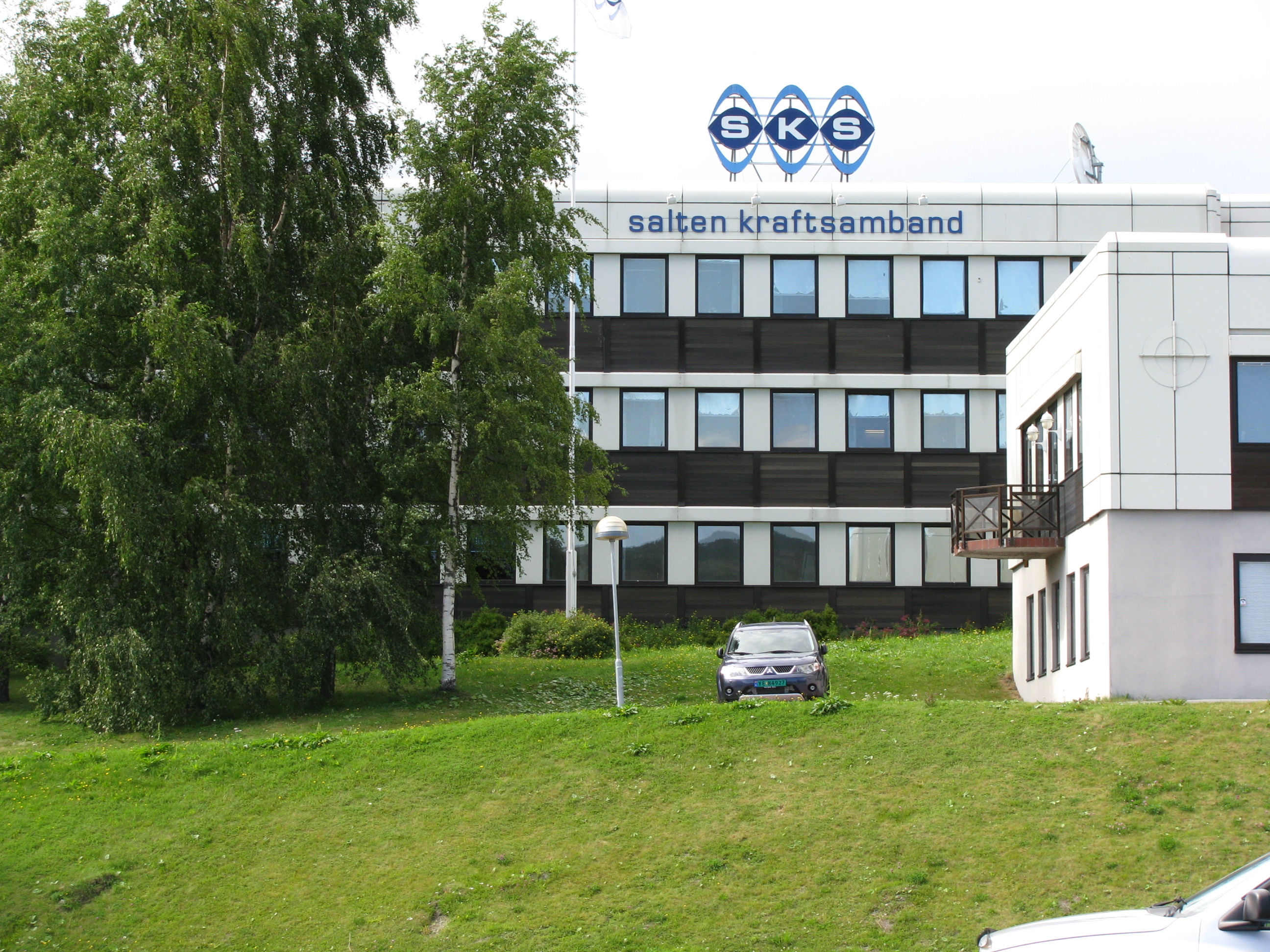
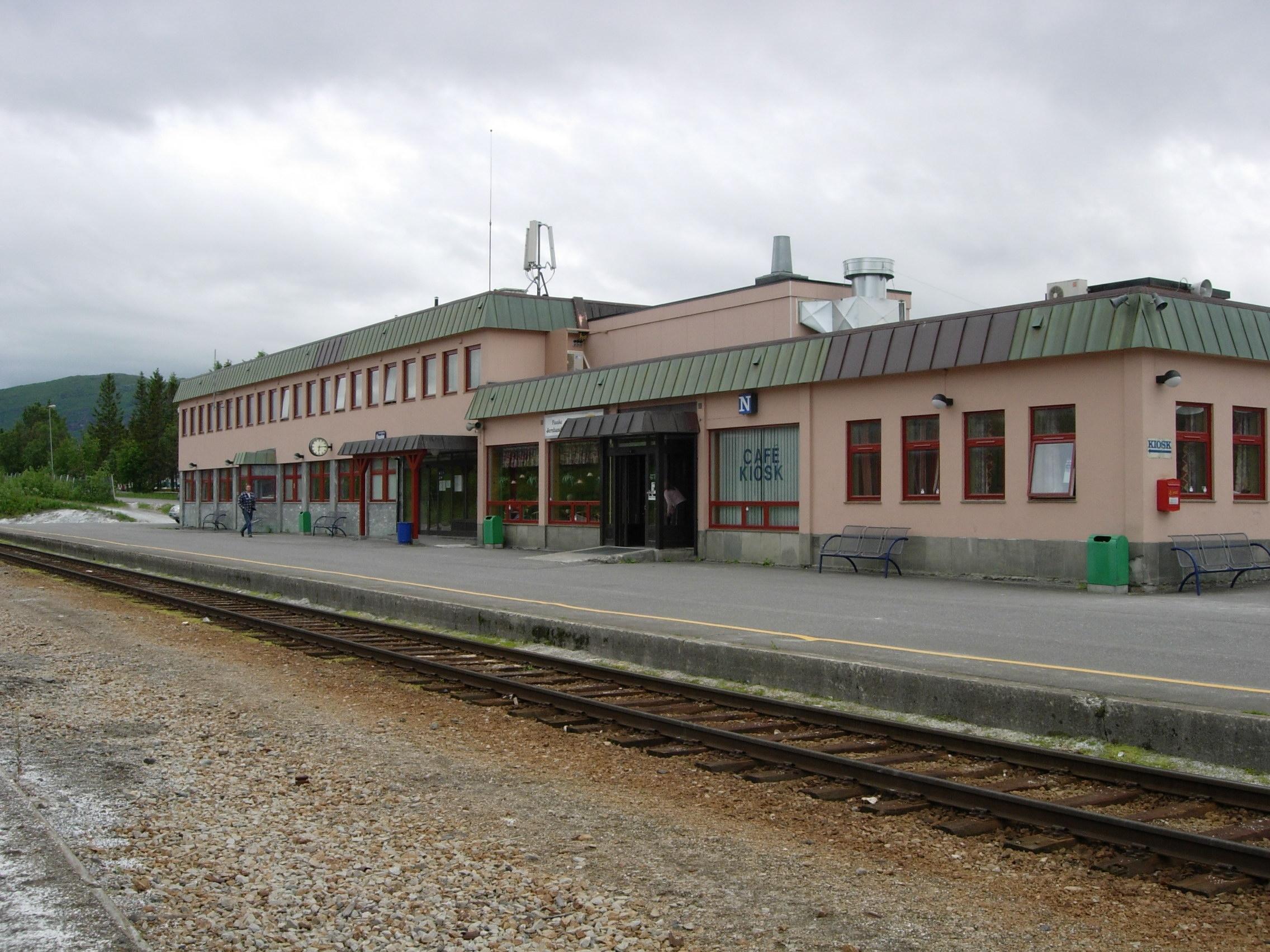
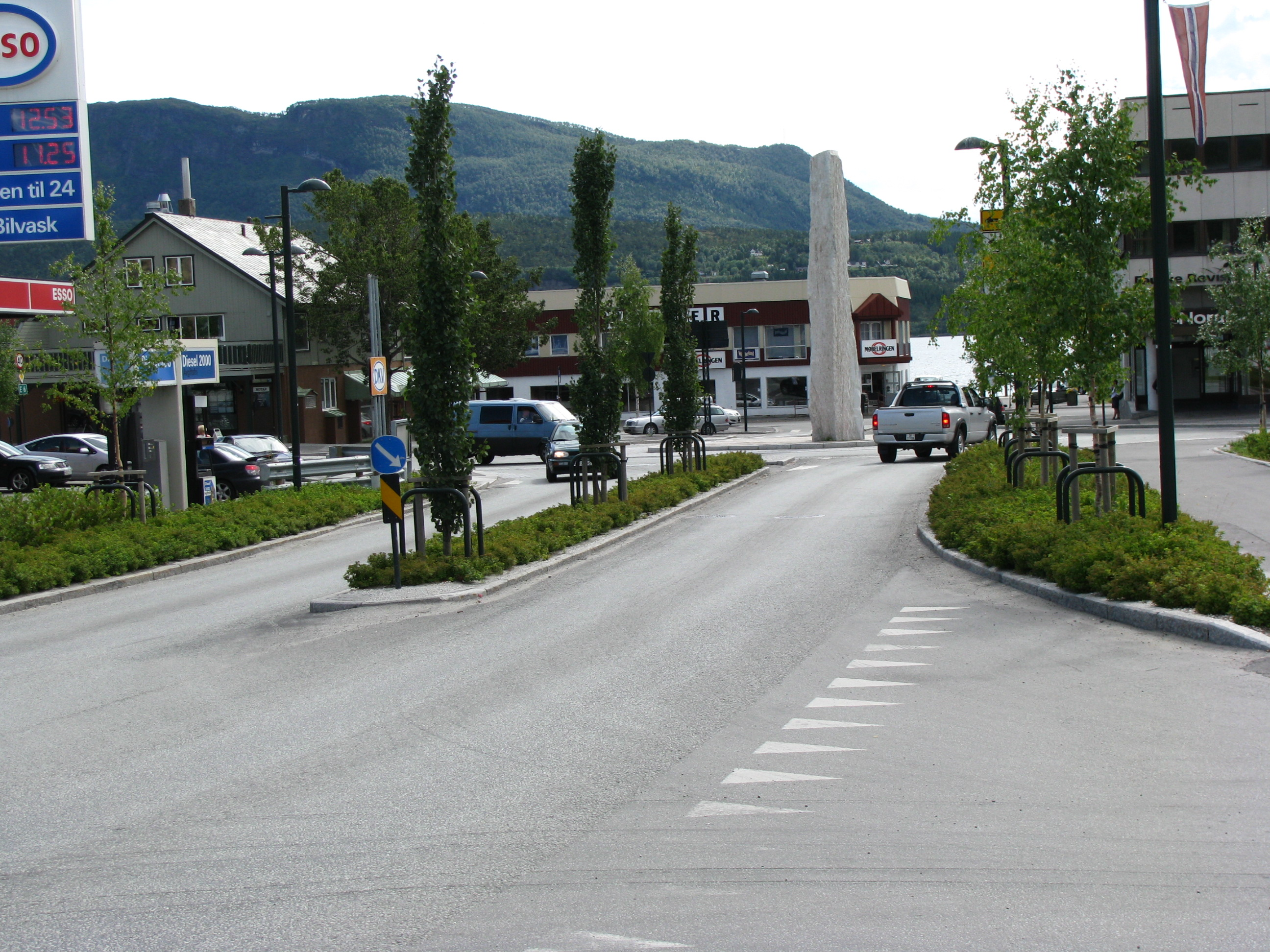